# مارك هيوز (لاعب كرة قدم بريطاني)
مارك هيوز (بالإنجليزية: Mark Hughes)‏ (16 سبتمبر 1983 في المملكة المتحدة - ) هو لاعب كرة قدم بريطاني في مركز الوسط. شارك مع منتخب أيرلندا الشمالية تحت 21 سنة لكرة القدم ومنتخب أيرلندا الشمالية لكرة القدم. أما مع النوادي، فقد لعب مع أولدهام أثلتيك وتوتنهام هوتسبير وستيفيناغ بوروه ونادي بارنت ونادي تشيسترفيلد ونادي نورثامبتون تاون ونادي تشستر سيتي وEastleigh F.C. ‏ ونادي تشيلمسفورد وThurrock F.C. ‏.

## وصلات خارجية
- مارك هيوز على موقع قاعدة بيانات كرة القدم.إي يو (الإنجليزية)
- مارك هيوز على موقع Soccerbase.com (لاعب) (الإنجليزية)
- مارك هيوز على موقع Soccerway.com (الإنجليزية)